# Neutroninfångning
Neutroninfångning är en kärnreaktion där en atomkärna kolliderar med en neutron och de smälter samman till en tyngre atomkärna. Neutroner har inte någon elektrisk laddning och kan därför tränga in i atomkärnan lättare än positivt laddade partiklar då dessa stöts bort av elektrostatiska krafter.
När en atomkärna absorberat en neutron blir den ofta instabil och sönderfaller. Vid sönderfallet kan fler neutroner sändas ut och de kallas i kärnreaktorsammanhang för fördröjda neutroner.
Genom neutroninfångning kan atomer med större atommassa än 56 bildas som inte kan bildas genom fusion.